# Dubas (Zarębki)
Dubas – przysiółek wsi Zarębki, położony w Polsce, w województwie podkarpackim, w powiecie kolbuszowskim, w gminie Kolbuszowa.
Przed 1616 miejscowość została wydzielona z obszaru wsi Cmolas.
W latach 1975–1998 Dubas administracyjnie należał do województwa rzeszowskiego.
Dubas należy do parafii pw. Najświętszej Maryi Panny Matki Kościoła w Zarębkach,  należącej do dekanatu Kolbuszowa Wschód, diecezji rzeszowskiej.
W miejscowości urodził się Andrzej Jadach, działacz ruchu ludowego.